# تپه ده کن (بخش تخت سلیمان)
تپه ده کن (بخش تخت سلیمان) مربوط به دوره اسلامی قرن ۶ تا ۸ ه.ق است و در شهرستان تکاب، بخش تخت سلیمان، دهستان ساروق، روستای داش قیزقاپان واقع شده و این اثر در تاریخ ۳۰ دی ۱۳۸۵ با شمارهٔ ثبت ۱۶۷۴۸ به‌عنوان یکی از آثار ملی ایران به ثبت رسیده است.